# Cattedrale di Santa Maria Assunta (Fano)
La Basilica cattedrale di Santa Maria Assunta (detta anche di Santa Maria Maggiore o semplicemente Duomo di Fano) è il principale luogo di culto di Fano, chiesa madre della diocesi di Fano-Fossombrone-Cagli-Pergola. Nel gennaio 1953 papa Pio XII l'ha elevata alla dignità di basilica minore.

## Storia

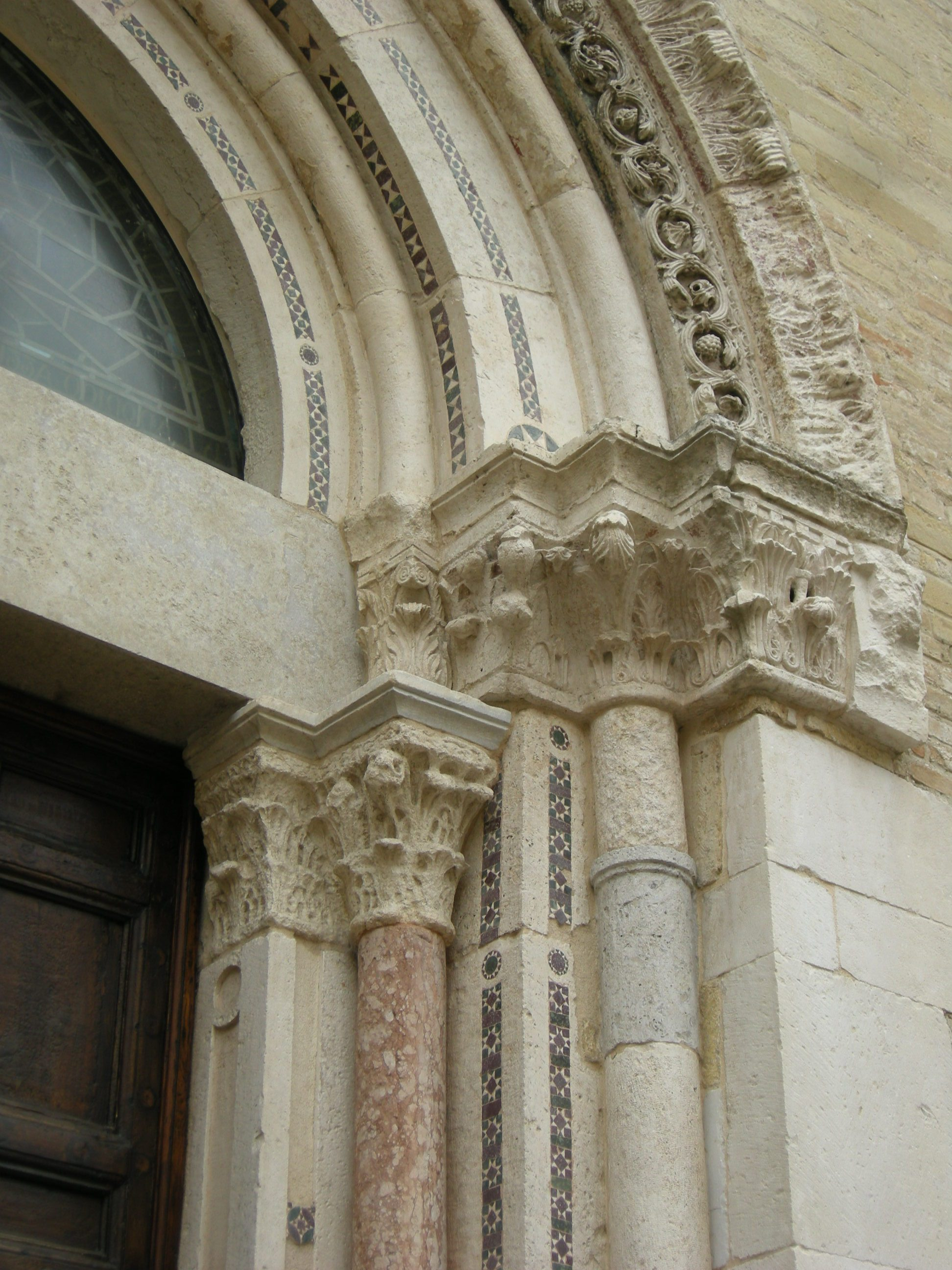
Particolare del portale

L'attuale cattedrale venne costruita nel XII secolo in stile romanico, al posto di una chiesa precedente distrutta da un incendio nel 1124, la quale, essendo la principale chiesa fanese, era chiamata Santa Maria la maggiore. La distruzione di questa primitiva chiesa è attestata da una lapide, posta all'interno della chiesa, murata sotto l'organo: in essa è riferito che, distrutto il vecchio edificio da un incendio, sotto il vescovo Rainaldo (1136-1159) fu edificata la nuova cattedrale per mano di mastro Rainerio; si presume che l'edificio sia stato consacrato intorno al 1140.
La nuova struttura era a tre navate terminanti con tre absidi, con cripta sotto il presbiterio. Nel corso del XVI secolo le due absidi laterali furono trasformate in cappelle, mentre l'abside centrale fu ingrandito; nello stesso periodo è stata distrutta la cripta ed abbassata la zona presbiteriale. Le cappelle laterali delle navate, costruite in numero di otto nel XIV secolo, furono ridotte a sei nel XX secolo, per l'apertura di due ingressi laterali. Il campanile è opera recente, in quanto il precedente fu abbattuto dai tedeschi durante la seconda guerra mondiale. Su di esso sono ubicate 5 campane, fuse dalla De Poli di Vittorio Veneto nel 1965, originariamente elettrificate a slancio e poi modificate a battaglio cadente veloce per aumentare la stabilità del campanile.

## Descrizione

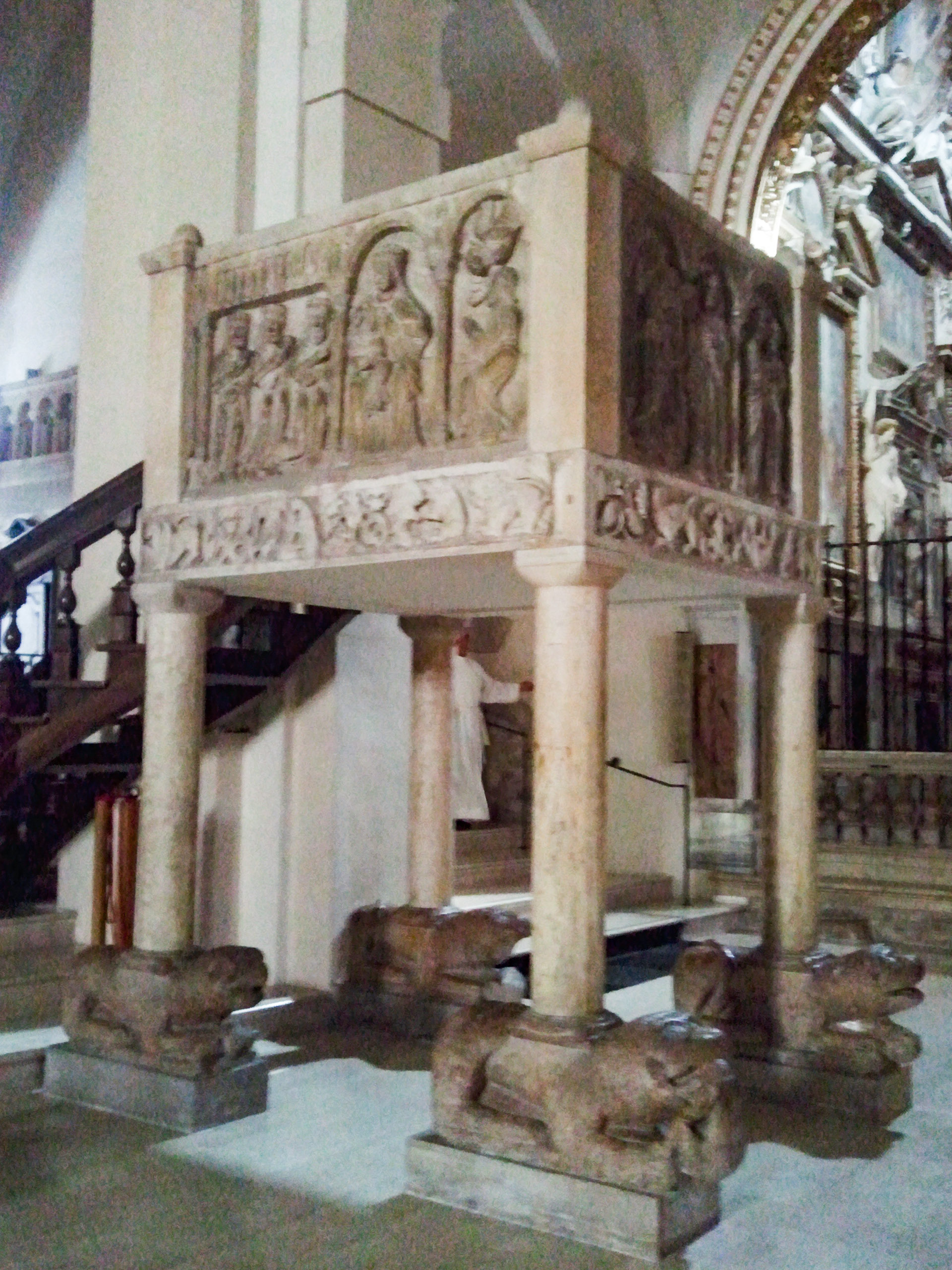
il pulpito

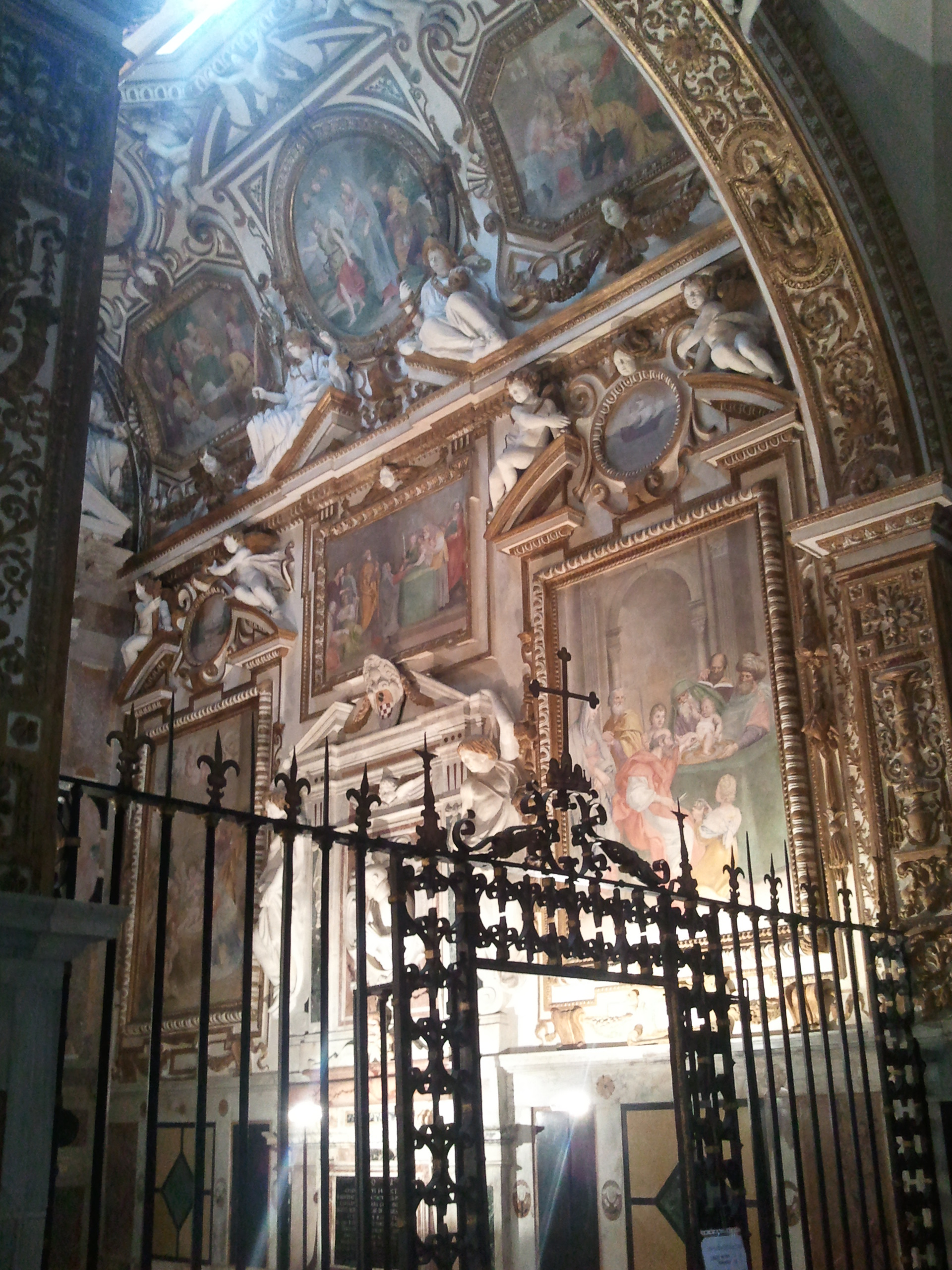
la Cappella Nolfi, XVII secolo

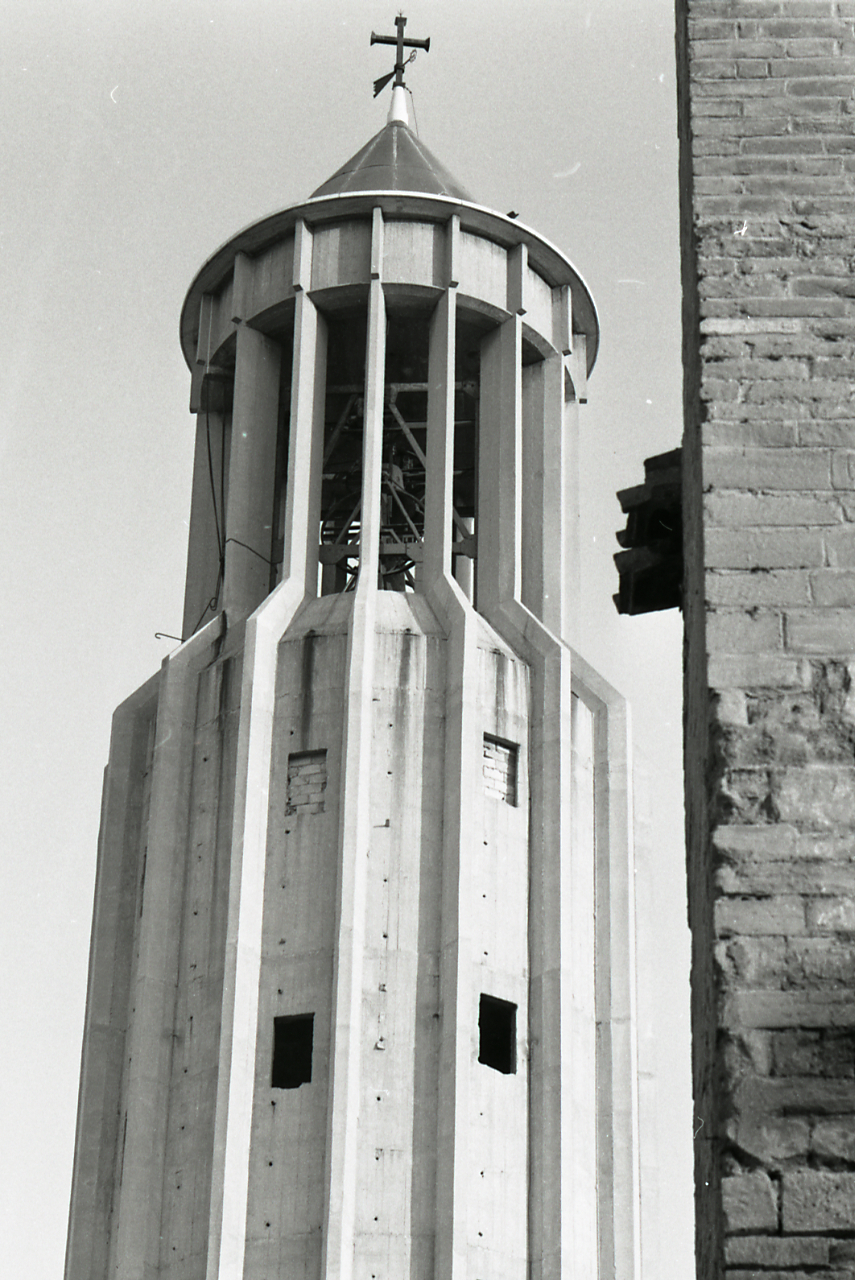
Dettaglio della moderna torre campanaria, edificata dall'arch. Flavio Venturi (1924 - 2003) sul basamento della precedente chiamata "torre del Belisario". Foto di Paolo Monti, 1969.

La facciata è quella che meglio ha conservato la sua struttura romanica originaria, grazie soprattutto ai lavori di ripristino eseguiti negli anni Venti del XX secolo. Essa è tripartita con un profilo a capanna. Nelle due parti esterne sono inserite delle finte loggette. Nella parte centrale è un bel portale.
L'interno è a tre navate suddivise da pilastri. Di valore storico-artistico è il pulpito, riassemblato nella prima metà del secolo scorso utilizzando i vari elementi che, o erano stati murati per successivi riutilizzi, o erano sparsi in episcopio, sempre utilizzati per altri scopi. Esso è composto da lastre marmoree con rilievi in stile romanico, che compongono una serie di episodi evangelici della Venuta di Cristo; solo le colonne sono moderne.
Lateralmente vi sono sei cappelle, tre per parte. Nella navata destra, si incontra dapprima la cappella dedicata a San Paolo; segue quella ove sono collocati i sepolcri dei vescovi diocesani. 
La più sontuosa Cappella Nolfi, così chiamata perché concessa in patronato alla omonima nobile famiglia fanese, fu allestita agli inizi del XVII secolo e ornata da un'esuberante decorazione barocca. Vi sono conservate importanti tele del Domenichino, raffiguranti episodi della Vita della Vergine Maria mentre all'altare è una tela di Andrea Lilli raffigurante l'Assunzione della Vergine con Santi in gloria, eseguita nel 1600 circa.
Nella navata di sinistra si incontrano le cappelle del Crocifisso, della Madonna Pellegrina e la cappella del battistero, nella quale fu battezzato, il 4 marzo 1536, Ippolito Aldobrandini, futuro papa Clemente VIII (1592-1605).
Nel transetto sono poste altre due cappelle: a destra, la cappella dei Santi Protettori, dedicata a due santi vescovi fanesi, Orso ed Eusebio, raffigurati da una tela di Ludovico Carracci del 1613; a sinistra, la cappella del Santissimo Sacramento in stile neoclassico, che subì diversi interventi nel corso dei secoli, a causa di un terremoto nel 1672, che vi fece crollare sopra parte del campanile, e a causa dei bombardamenti tedeschi dell'ultima guerra.
Nel presbiterio è l'altare maggiore, che poggia sul sarcofago di San Fortunato; dietro è il coro ligneo del XVIII secolo; sul fondo è la tela di Sebastiano Ceccarini (1750), che raffigura Maria assunta in cielo. Ai lati finestre istoriate con le raffigurazioni dei santi vescovi protettori di Fano: Paterniano, Eusebio, Orso e Fortunato.

### Organo a canne
Nella testata del braccio destro del transetto, sopra una cantoria appositamente costruita, si trova l'organo a canne Mascioni Opus 209, costruito nel 1909. Lo strumento, che è stato restaurato una prima volta nel 1978 e una seconda nel 2000, mantiene tuttora le sue caratteristiche foniche originarie e la trasmissione pneumatica tubolare. Ha due tastiere di 58 note ciascuna ed una pedaliera dritta di 30.